# Dragon Ball (anime)
Denne side handler om animeserien. For den generelle franchise, se Dragon Ball.
Dragon Ball (ドラゴンボール Doragon Bōru) er en japansk animeserie produceret af Toei Animation, som varede 153 afsnit fra den 26. februar 1986 til den 19. april 1989 på Fuji TV. Serien er en adaptation af de første 194 kapitler af mangaserien af semme navn skabt af Akira Toriyama, der blev serialiseret i Weekly Shonen Jump fra 1984 til 1995. Serien er blevet sendt i 81 lande verden over og er den første adapterede TV-serie baseret på Dragon Ball-franchisen. Serien følger Son-Goku, en ung, excentrisk dreng med en abehale og exceptionel styrke, der er passioneret i at slås og kæmpe mod onde personer.
Filmadpatationer inkluderer: Dragon Ball: Curse of the Blood Rubies (1986), Dragon Ball: Sleeping Princess in Devil's Castle (1987) og Dragon Ball: Mystical Adventure (1988). Serien blev efterfulgt af Dragon Ball Z, der også blev fulgt op af to andre serier: Dragon Ball GT og Dragon Ball Super. Serien er, i modsætning til nogle af dens efterfølgere, hverken blevet synkroniseret til dansk eller blevet udgivet i Danmark.